# Pietro Tempesta
Pietro genannt Tempesta (Peter der Ungestüme, der Stürmische, * wohl 1292; † 29. August 1315 in der Schlacht bei Montecatini) war Graf von Eboli seit 1306. Er war der achte Sohn von Karl II., König von Neapel, und Maria von Ungarn.
1309 erhielt er Nocera und Isernia und tauschte Montescaglioso gegen Sorrent und Castellammare di Stabia. Er trat in den Dienst seines Bruders, des Königs Robert, in dessen Kampf in der Toskana gegen die Stauferpartei (Ghibellinen) und Uguccione della Faggiola, und war der Kommandeur von 300 Reitern. Pietro bekam den Titel eines Vikars von Toskana, Lombardei, Romagna und der Städte Bertinoro und Ferrara und wurde Generalkapitän der guelfischen Partei in der Toskana.
Er verbrachte das Jubeljahr in Siena und ging anschließend nach Florenz, wo er bei der Familie Mozzi lebte. Die Stadt gewährte ihm ein Stipendium in Höhe von 4000 Florin. Am 29. September 1314 eroberte er Arezzo, während zur gleichen Zeit Uguccione Lucca einnahm. Elf Monate später, am 29. August 1315 wurde er in der Schlacht bei Montecatini im Kampf gegen die Armee Pisas und Luccas unter Uguccione als Kommandeur so schwer verwundet, dass er auf dem Rückzug nach Fucecchio starb. Sein Leichnam wurde nie gefunden.